# Maximilian Hopfgartner
Maximilian Hopfgartner (* 20. November 1992 in Salzburg) ist ein österreichischer Basketballspieler.

## Laufbahn
Hopfgartner verließ als Jugendlicher seinen Heimatverein BBU Salzburg und ging in die Vereinigten Staaten, wo er ab 2009 zunächst die Bowling Green High School im Bundesstaat Ohio und dann die Gilbert High School in Iowa besuchte. Nach seinem High-School-Abschluss 2011 ging er an die John Brown University, studierte an der Hochschule in Arkansas im Hauptfach Erneuerbare Energien und spielte für die Basketball-Mannschaft der Uni in der Collegeliga NAIA. Seine besten statistischen Werte für „JBU“ erzielte er in seiner vierten und letzten Saison 2014/15: Hopfgartner verbuchte im Schnitt 17,5 Punkte und 8,3 Rebounds pro Spiel.
Nach dem Ende seiner College-Laufbahn in den USA kehrte der Salzburger nach Europa zurück. Er erhielt in seinem Heimatland Angebote aus der Basketball-Bundesliga und auch aus der zweiten deutschen Liga 2. Bundesliga ProA, entschloss sich aber, seine ersten Erfahrungen als Profispieler in Spanien zu unternehmen. Er spielte in der Saison 2015/16 für den Drittligisten Xuven Cambados in Galicien und kam in 26 Einsätzen auf Mittelwerte von 10,1 Zählern sowie 4,2 Rebounds.
Zur Saison 2016/17 wechselte Hopfgartner innerhalb der dritten spanischen Liga zu Planasa Navarra de Pamplona. Anfang August 2017 wurde er vom spanischen Zweitligisten Club Baloncesto Ciudad de Valladolid unter Vertrag gestellt. In 35 Saisonspielen erzielte er für Valladolid im Schnitt vier Punkte sowie 1,5 Rebounds. In der Sommerpause 2018 kehrte er in sein Heimatland zurück und unterschrieb einen Vertrag beim Bundesligisten BK Klosterneuburg. Dort blieb er bis 2021, beendete seine Laufbahn im Berufsbasketball und ging aus beruflichen Gründen nach Deutschland.
2023 schloss er sich dem deutschen Regionalligaverein TSG Söflingen an, für den er in der Saison 2023/24 elf Ligaspiele bestritt.

### Nationalmannschaft
Hopfgartner nahm mit der österreichischen U16-Nationalmannschaft an der EM (B-Gruppe) 2008 in Sarajevo teil, 2012 spielte er bei der U20-B-EM in Sofia. 2013 stand er erstmals im Kader der Herren-Nationalmannschaft.